# Prusowo
Prusowo (deutsch Preußhof) ist ein Ort in der polnischen Woiwodschaft Ermland-Masuren. Er gehört zur Gmina Ostróda (Landgemeinde Osterode in Ostpreußen) im Powiat Ostródzki (Kreis Osterode in Ostpreußen).

## Geographische Lage
Prusowo liegt im Westen der Woiwodschaft Ermland-Masuren, sechs Kilometer südlich der Kreisstadt Ostróda (deutsch Osterode in Ostpreußen).

## Geschichte
Der bis zum 15. Oktober 1840 Abbau Preuß genannte Weiler bestand in seinem Ursprung lediglich aus einem mittelgroßen Hof. Bis 1945 war er ein Wohnplatz der Gemeinde Seubersdorf (polnisch Brzydowo).
Mit der Überstellung des südlichen Ostpreußen an Polen im Jahre 1945 erhielt Preußhof die polnische Namensform „Prusowo“. Heute ist die kleine Siedlung (polnisch Osada) in die Landgemeinde Ostróda (Osterode in Ostpreußen) im Powiat Ostródzki (Kreis Osterode in Ostpreußen) eingegliedert.

## Kirche
Als Ortsteil von Seubersdorf war Preußhof bis 1945 in die evangelische Kirche Kraplau in der Kirchenprovinz Ostpreußen der Kirche der Altpreußischen Union, außerdem in die römisch-katholische Kirche Osterode i. Ostpr. eingepfarrt. Heute gehört Prusowo katholischerseits zur Pfarrei Brzydowo im Erzbistum Ermland. Die evangelischen Einwohner orientieren sich zur evangelisch-methodistischen Dreifaltigkeitskirche Kraplewo bzw. zur evangelisch-augsburgischen Kirche Ostróda.

## Verkehr
Prusowo liegt nördlich der Kreisstraße DP 1232N und ist über einen Abzweig zwischen Brzydowo und Kraplewo direkt zu erreichen. Eine Bahnanbindung besteht nicht.